# Estación de Cuichapa
Cuichapa es una estación de trenes que se encuentra en Cuichapa, municipio de Moloacán, Veracruz, México. Fue conocida como Tlacuilolapan y renombrada como Cuichapa para formar parte de la Línea FA del Tren Interoceánico.

## Historia
La estación se edificó sobre la línea Coatzacoalcos-Mérida nombrada como Tlacuilolapan. La renovación de la estación comenzó en 2022. Para la construcción de la nueva línea fueron reubicadas 25 familias en las localidades de Tlacuilolalpan y Trancas Viejas que se habían asentado en terrenos de la vía. Además de la limpieza de los terrenos adyacentes y la restauración de la antigua estación, la reactivación de la misma implicó sumar una sucursal del Banco del Bienestar.
Para la inauguración de la Línea FE el 15 de septiembre de 2024 la estación no fue concluida debido a las lluvias. El tren inaugural realizó una parada pero no hubo abordaje de pasajeros.